# Henri Tresca
Henri Édouard Tresca (12. října 1814, Dunkerk – 21. června 1885, Paříž) byl francouzský stavební, materiálový a strojní inženýr a profesor na Conservatoire national des arts et métiers.
Je považován za otce teorie plasticity – začal ji studovat během rozsáhlé série experimentů započatých v roce 1864. Na jejím základě stanovil jedno z prvních kritérií plastického porušení, které nese jeho jméno. Spolu s kritériem Richarda von Misese je v současnosti hlavním modelem používaným pro tažné materiály.
Kritérium je formulováno v následujícím tvaru:
{\displaystyle \ \sigma _{Tresca}=\sigma _{1}-\sigma _{3}>\sigma _{max}}

## Život

Porovnání Trescova (') a von Misesova (') kritéria plasticity

V roce 1832 byl přijat na školu Saint-Cyr, ale nenastoupil tam, místo toho se připravoval, aby o rok později nastoupil na École polytechnique. Po vystudování se stal stavebním inženýrem zaměřeným na stavby mostů a silnic.
V roce 1852 nastoupil na Conservatoire national des arts et métiers, kde působil po zbytek života a prováděl zde zmíněné experimenty. V roce 1854 nahradil ve vedení katedry mechaniky Arthura Morina.
Po vyhlášení metrické konvence vyrobil 28 prototypů metru ze slitiny platiny a iridia, tyto prototypy měly příčný řez podobný písmenu X, tomuto řezu se také říkalo Trescův řez.
Průřez byl navržen tak, aby měl co největší tuhost a zároveň, aby se jedna z ploch střední příčky nacházela v neutrální ose – na příčce byla vyznačena ryskami vzdálenost jednoho metru tak, aby vzdálenost rysek neovlivnil ani průhyb od ohybového momentu od vlastní tíhy.
Tresca se stal členem Francouzské akademie věd, Královské švédské akademie věd a Americké společnosti strojních inženýrů (ASME) a jeho jméno je uvedeno mezi 72 jmény na Eiffelově věži.